# Yaacov Agam
Yaacov Agam (héberül: יעקב אגם) (eredeti nevén Yaacov Gipstein) (Risón Lecijón, 1928. május 11. –) izraeli szobrász. A kinetikus és optikai művészettel foglalkozik.

## Művészete
Az olyan tudományos és művészi jelenségeknek ez az egymáshoz közelítése, amelyek rendszerint kisiklanak érzékelésünk köréből, valami sohasem sejtett új lehetőséggel bővíti az op-art világát, úgy, amint ezt Yaacov Agamnak is sikerült elérnie, aki egyazon képen mutatja be mind a fekete és fehér elemek, mind pedig a színes formák és szerkezetek egymás után következő megtapasztalását. A szemlélőnek helyet kell változtatnia ahhoz, hogy fölfedezze ezeknek a képdomborműveknek a különböző témáit, a „valós” események egyidejűségét és az idő visszafordíthatatlanságait.

## Műveiből
- Kettős metamorfózis III.: Az alkotás a kép bal oldala felől átlósan nézve. Szerzője, Yaacov Agam több hasonló falképet csinált, függőlegesen bordázott nagy zsalu módjára. A szemlélő különféle helyzete szerint a kompozíció látszólag végtelen számú változatban mutatkozik meg. A következő oldalon látható fényképpel összevetve nyilvánvaló a különbség.

- Kettős metamorfózis III.: a mű szemközti nézete. Az izraeli művész arra törekszik, hogy bevonja a nézőt a festői folyamatba: mindenki kedve szerint komponálhat a maga számára. Jóllehet ebben a munkában egy elemi absztrakt geometriai formanyelvet alkalmaz, mindez mégis kibővül a formák folytonos változásával, a szemlélő által kiválasztott nézőpont szerint.